# Out Run Europa
OutRun Europa, известная на стадии разработки как OutRun Europe — игра серии OutRun. Разработана компанией Probe Software и выпущена U.S. Gold для компьютеров Amiga, ZX Spectrum, Amstrad CPC, Atari ST, Commodore 64 и приставок Game Gear и Sega Master System. Единственная игра серии, которая не была разработана Sega.

## Игровой процесс
Как следует из названия, уровни OutRun Europa находятся в Европе и игрок должен бежать от полиции используя различные транспортные средства: от стандартных спортивных автомобилей, таких как Ferrari и Porsche, до мотоцикла и мотороллера. На некоторых уровнях в руках игрока будет оружие, которое может быть использовано для уничтожения других транспортных средств. В отличие от Turbo OutRun, в некоторых версиях игры есть развилки.

## Оценки и мнения
Британский журнал Your Sinclair хорошо оценил версию для компьютера ZX Spectrum и поставил игре 83 %, хваля большие спрайты и плавную анимацию по сравнению с оригинальной игрой.
На сайте AllGame версии для Game Gear выставлена оценка в 2,5 звезды из 5.

## Интересные факты
- Основная часть экрана в версии игры для ZX Spectrum — чёрно-белая. Но в мае 2012 года пользователь Ralf форума World of Spectrum обнаружил, что заменив всего два байта, можно «включить» цвет[6].